# Bordkarte

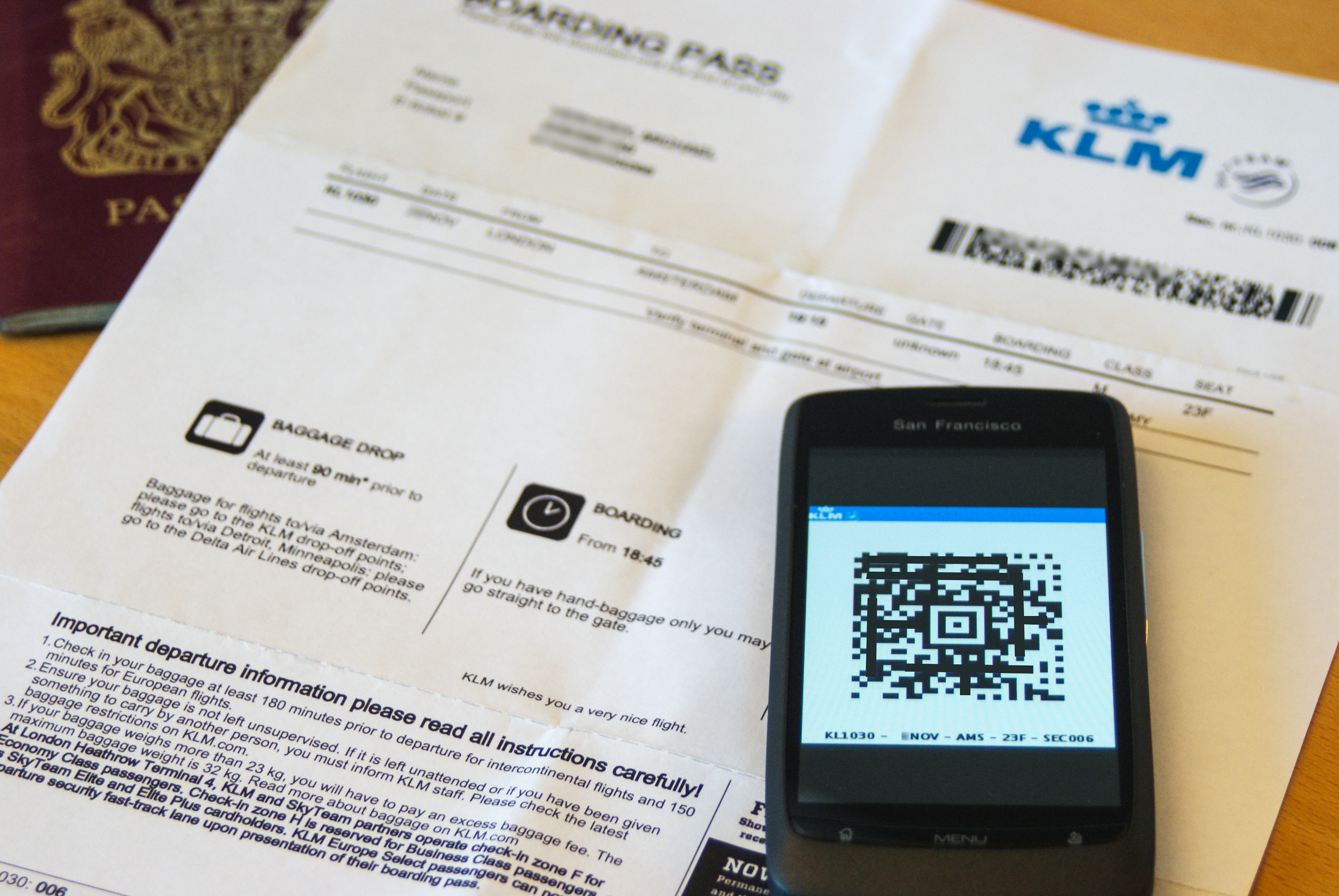
Ein E-Ticket

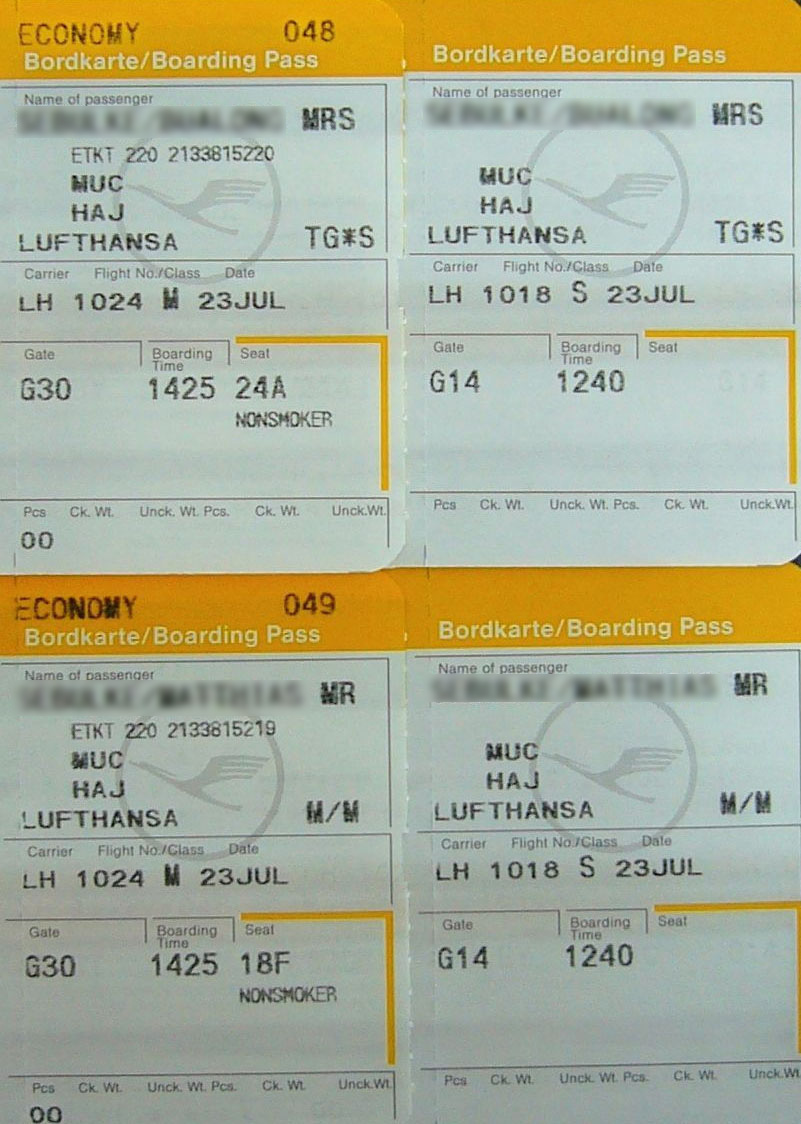
Passagierabschnitte von vier Bordkarten für zwei Passagiere eines Lufthansa-Transitflugs (Abrisse, die nach der Zutrittskontrolle am Gate von den Passagieren mit an Bord genommen werden)

Eine Bordkarte dient gegenüber der jeweiligen Fluggesellschaft am Flugsteig als Nachweis der Berechtigung des Passagiers, in das für den gebuchten Flug bereitstehende Flugzeug einzusteigen (Boarding). Daher ist die Bordkarte mit einer Fahrkarte vergleichbar.
Nach Identifizierung des Passagiers als Inhaber einer Beförderungsberechtigung für einen bestimmten Flug anhand seiner Flugticketdaten erhält er von der jeweiligen Fluggesellschaft seine persönliche Bordkarte, die ihn nach Passieren der Sicherheitskontrollen (Handgepäckuntersuchung und Leibesvisitation) zum Einsteigen in das bereitstehende Flugzeug (Boarding) berechtigt. Die Ausstellung einer Bordkarte ist damit notwendiger Bestandteil und Abschluss des Check-in-Vorgangs. Die Identifizierung und die anschließende Ausstellung der Bordkarte kann je nach Fluggesellschaft am Check-in-Schalter oder vom Fluggast selbst am Check-in-Automaten oder mittels Internet (Online-Check-in) erfolgen. Passagiere, die über ihr Handgepäck (Kabinengepäck) hinaus Reisegepäck auf dem gebuchten Flug mitnehmen wollen, müssen dieses Reisegepäck unabhängig von der Bordkarte rechtzeitig am Check-in-Schalter der jeweiligen Fluggesellschaft oder deren Subunternehmer aufgeben.
Die Bordkarte enthält in der Regel folgende Informationen:
- Namen sowie Abflug- und Zielflughafen,
- den Designator (die beiden Buchstaben vor der Flugnummer, auf dem Flugticket, teilweise auch als Fluggesellschaften-Code bezeichnet)
- die Flugnummer
- die Flugsteignummer (Gate)
- die Sitzplatznummer (früher inklusive Deklaration als Raucher-/Nichtrauchersitzplatz) entfällt (oder per Extrabezahlung) bei Billigfluggesellschaften wie beispielsweise Ryanair
- die planmäßige Zeit des Einsteigens.

Der auf einer Bordkarte aufgedruckte Barcode (Strichcode) enthält ähnliche und weitere Daten, etwa über einen Vielfliegeraccount.
Soweit nicht bereits als „Gepäckabschnitt“ (baggage tag) gesondert ausgehändigt, erhält der Passagier in Form eines Aufklebers auf dem Passagierabschnitt der Bordkarte (Abriss der hierfür perforierten Bordkarte als Quittung über seine Einstiegsberechtigung), gegebenenfalls mit zusätzlicher handschriftlicher Notiz, Informationen zu seinem am Check-in-Schalter aufgegebenen Reisegepäck (nicht zu seinem Handgepäck, das vom Passagier selbst an Bord gebracht werden darf).
Bei der Zutrittskontrolle am Flugsteig, wo oft die nochmalige Identifikation des Passagiers anhand seines Personalausweises oder Reisepasses sowie der Bordkarte erfolgt, wird dem Passagier der Kontrollabschnitt seiner Bordkarte abgenommen. Dies dient auch zur Kontrolle, ob alle am Abfertigungsschalter eingecheckten Personen tatsächlich den Flug antreten. Die Auswertung erfolgt automatisch durch ein kleines Gerät, welches die Passagierliste elektronisch pflegt und hinten den Bordkartenabschnitt ausgibt, oder durch Personal.
Viele Fluggesellschaften bieten in Zusammenhang mit einem elektronischen Ticket (z. B. ETIX von Lufthansa) die Möglichkeit, online oder per Handy, Smartphone oder ähnlichem Gerät einzuchecken und sich die Bordkarte dann zu Hause am PC auszudrucken oder aufs Handy, Smartphone oder entsprechendes Gerät zu laden. Diese Bordkarte enthält einen 2d-Code (Aztec-Code), der beim Boarding eingescannt wird. Zudem kann man sich in diesem Fall an Check-In-Automaten, die es teilweise auch mit Gepäckband gibt, seine Bordkarte organisieren. In vielen großen Flughäfen gibt es das Quickboarding, bei dem der Passagier die Bordkarte mit dem Strichcode selbständig einscannt und sich somit Zugang zum Flugzeug verschafft. Da bei dieser Methode kein Flughafenpersonal darauf aufmerksam machen kann, wenn sich der Sitzplatz geändert haben sollte, bekommt der Passagier ggf. einen automatischen Ausdruck, der ihn auf den neuen Sitzplatz aufmerksam macht.
Bei Inlandsflügen oder Flügen innerhalb des Schengengebietes kann eine Identifikation anhand des Personalausweises oder Reisepasses komplett entfallen, wird jedoch aus Sicherheitserwägungen in der Regel dennoch durchgeführt.